# Tajemnica pewnej nocy
Tajemnica pewnej nocy (tyt. oryg. E fshehta e një nate) – albański film fabularny z roku 1978 w reżyserii Myzejena Nepravishty.

## Fabuła
Kończy się II wojna światowa. Adwokat Jani, skompromitowany współpracą z Niemcami wraz z Kaso przygotowuje ucieczkę łodzią z kraju. Ich rozmowę podsłuchuje dwójka dzieci: Gëzim i Meti, którzy informują o tym partyzantów. Jani przypuszcza, że to Kaso zdradził i zabija wspólnika.

## Obsada
- Arben Simaku jako Gëzim
- Adnan Kosova jako Meti
- Gëzim Agalliu jako adwokat Jani
- Genc Hasani jako Kaso
- Edmond Mjeshova jako partyzant
- Ermion Angjeli jako partyzant